# Contea di Dodge (Wisconsin)
La contea di Dodge (in inglese, Dodge County) è una contea dello Stato del Wisconsin, negli Stati Uniti. La popolazione al censimento del 2000 era di 85 897 abitanti. Il capoluogo di contea è Juneau.